# Ajan (Cheta)
Der Ajan (russisch Аян) ist der 181 km lange, linksseitige bzw. südwestliche Quellfluss der Cheta im Norden Sibiriens und fließt im ehemaligen Autonomen Kreis Taimyr im Norden der russischen Region Krasnojarsk.

## Verlauf
Der Ajan entsteht und verläuft etwas nördlich des nördlichen Polarkreises im Putoranagebirge, dem abseitigen Nordwestteil des Mittelsibirischen Berglands. Der Fluss entfließt dem nordnordwestlichen Ende des Ajansees, der von mehreren Gebirgsflüssen gespeist wird. Er fließt überwiegend nordostwärts, um sich noch innerhalb des Gebirges mit dem Ajakli zur Cheta zu vereinen. Letztere verlässt das Gebirge nordwärts verlaufend als südwestlicher linker Quellfluss der Chatanga.